# シュトルーヴェの測地弧
シュトルーヴェの測地弧（シュトルーヴェのそくちこ）は、ドイツ出身のロシアの天文学者、フリードリヒ・フォン・シュトルーヴェが中心となって、1816年から1855年に掛けて子午線弧長の三角測量のために設置された三角点群。
これらの観測点群は、地球の大きさなどを正確に測る上で多大な貢献をしたものであり、当時設置された265か所の測量点のうち34か所が、2005年にユネスコの世界遺産に登録された。
これは、10か国に跨る珍しい物件だが、設置された当時はわずか2か国（スウェーデン＝ノルウェーとロシア帝国）に跨っているに過ぎなかった。

## 登録地

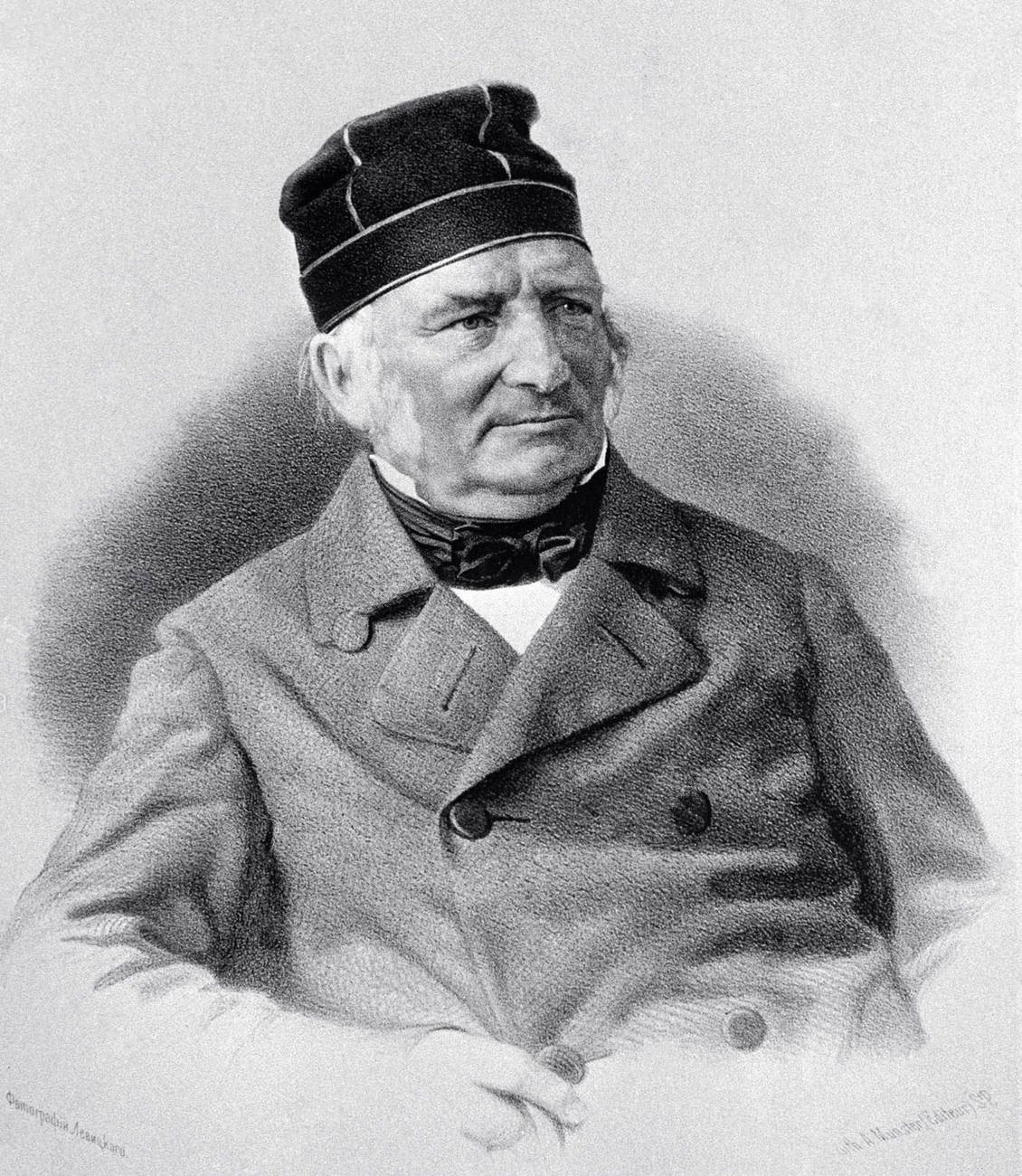
シュトルーヴェの肖像

赤点が世界遺産に登録された地点

北極海に面する北端のハンメルフェスト（ノルウェー）から黒海に近い南端のスタラ・ネクラシウカ（ウクライナ）まで2,800kmに達する。その北端と南端の地には、測量事業の完成を祝して建てられた記念碑があるが、登録地のほとんどは自然の岩や人工的に設置された岩に印を点けたものがあるに過ぎない。アラトルニオ教会（フィンランド）とタルトゥ旧天文台（エストニア）は現存の建物が測量点として使用された。
なお、Rudiの測量点は目下モルドバで唯一の世界遺産である。
| 国名         | 測量時の地名      | 現在の地名                                                   | 所属自治体                       | 経緯度                                                            |
| ------------ | ----------------- | ------------------------------------------------------------ | -------------------------------- | ----------------------------------------------------------------- |
| ノルウェー   | Fuglenaes         | Fuglenes                                                     | ハンメルフェスト                 | 北緯70度40分12秒 東経23度39分48秒 / 北緯70.67000度 東経23.66333度 |
| ノルウェー   | Lille-reipas      | Raipas                                                       | アルタ                           | 北緯69度56分19秒 東経23度21分37秒 / 北緯69.93861度 東経23.36028度 |
| ノルウェー   | Lohdizhjokki      | Luvdiidcohkka                                                | カウトケイノ                     | 北緯69度39分52秒 東経23度36分08秒 / 北緯69.66444度 東経23.60222度 |
| ノルウェー   | Bäljatz-vaara     | Baelljasvarri                                                | カウトケイノ                     | 北緯69度01分43秒 東経23度18分19秒 / 北緯69.02861度 東経23.30528度 |
| スウェーデン | Pajtas-vaara      | Tynnyrilaki                                                  | キルナ                           | 北緯68度15分18秒 東経22度58分59秒 / 北緯68.25500度 東経22.98306度 |
| スウェーデン | Kerrojupukka      | Jupukka                                                      | パヤラ（Pajala）                 | 北緯67度16分36秒 東経23度14分35秒 / 北緯67.27667度 東経23.24306度 |
| スウェーデン | Pullinki          | Pullinki                                                     | エーヴェルトルネオ（Övertorneå） | 北緯66度38分47秒 東経23度46分55秒 / 北緯66.64639度 東経23.78194度 |
| スウェーデン | Perra-vaara       | Perävaara                                                    | ハパランダ（Haparanda）          | 北緯66度01分05秒 東経23度55分21秒 / 北緯66.01806度 東経23.92250度 |
| フィンランド | Stuor-oivi        | Stuorrahanoaivi                                              | エノンテキオ（Enontekiö）        | 北緯68度40分57秒 東経22度44分45秒 / 北緯68.68250度 東経22.74583度 |
| フィンランド | Avasaksa          | アーヴァサクサ（Aavasaksa）                                  | ユリトルニオ（Ylitornio）        | 北緯66度23分52秒 東経23度43分31秒 / 北緯66.39778度 東経23.72528度 |
| フィンランド | Tornea            | アラトルニオ教会（fi:Alatornion kirkko）                     | トルニオ（Tornio）               | 北緯65度49分48秒 東経24度09分26秒 / 北緯65.83000度 東経24.15722度 |
| フィンランド | Puolakka          | Oravivuori                                                   | コルピラハティ（Korpilahti）     | 北緯61度55分36秒 東経25度32分01秒 / 北緯61.92667度 東経25.53361度 |
| フィンランド | Porlom II         | Tornikallio                                                  | ラピンヤルヴィ（Lapinjärvi）     | 北緯60度42分17秒 東経26度00分12秒 / 北緯60.70472度 東経26.00333度 |
| フィンランド | Svartvira         | Mustaviiri                                                   | ピュフター（Pyhtää）             | 北緯60度16分35秒 東経26度36分12秒 / 北緯60.27639度 東経26.60333度 |
| ロシア       | Mäki-päälys       | Мякипяллюс / Mäkiinpäällys                                   | ゴーグラント島                   | 北緯60度04分27秒 東経26度58分11秒 / 北緯60.07417度 東経26.96972度 |
| ロシア       | Hogland, Z        | Гогланд, Точка Z / Gogland, Tochka Z                         | ゴーグラント島                   | 北緯60度05分07秒 東経26度57分40秒 / 北緯60.08528度 東経26.96111度 |
| エストニア   | Woibifer          | Võivere                                                      | Avanduse                         | 北緯59度03分28秒 東経26度20分16秒 / 北緯59.05778度 東経26.33778度 |
| エストニア   | Katko             | Simuna                                                       | Avanduse                         | 北緯59度02分54秒 東経26度24分51秒 / 北緯59.04833度 東経26.41417度 |
| エストニア   | Dorpat            | タルトゥ旧天文台（et:Tartu Tähetorn / en:Tartu Observatory） | タルトゥ                         | 北緯58度22分44秒 東経26度43分12秒 / 北緯58.37889度 東経26.72000度 |
| ラトビア     | Sestu-kalns       | Ziestu                                                       | Sausnēja                         | 北緯56度50分24秒 東経25度38分12秒 / 北緯56.84000度 東経25.63667度 |
| ラトビア     | Jacobstadt        | Jēkabpils                                                    | Jēkabpils                        | 北緯56度30分05秒 東経25度51分24秒 / 北緯56.50139度 東経25.85667度 |
| リトアニア   | Karischki         | Gireišiai                                                    | Panemunėlis                      | 北緯55度54分09秒 東経25度26分12秒 / 北緯55.90250度 東経25.43667度 |
| リトアニア   | Meschkanzi        | Meškonys                                                     | Nemenčinė                        | 北緯54度55分51秒 東経25度19分00秒 / 北緯54.93083度 東経25.31667度 |
| リトアニア   | Beresnäki         | Paliepiukai                                                  | Nemėžis                          | 北緯54度38分04秒 東経25度25分45秒 / 北緯54.63444度 東経25.42917度 |
| ベラルーシ   | Tupischki         | Цюпішкі (Тупишки / Tupishki)                                 | Ашмяны / Ashmyany                | 北緯54度17分30秒 東経26度02分43秒 / 北緯54.29167度 東経26.04528度 |
| ベラルーシ   | Lopati            | Лапаты (Лопаты / Lopaty)                                     | Шчучын / Shchuchyn               | 北緯53度33分38秒 東経24度52分11秒 / 北緯53.56056度 東経24.86972度 |
| ベラルーシ   | Ossownitza        | Асоўніца (Осовница / Osovnitsa)                              | Іванава / Ivanava                | 北緯52度17分22秒 東経25度38分58秒 / 北緯52.28944度 東経25.64944度 |
| ベラルーシ   | Tchekutsk         | Шчэкотск (Чекуцк / Chekutsk)                                 | Іванава                          | 北緯52度12分28秒 東経25度33分23秒 / 北緯52.20778度 東経25.55639度 |
| ベラルーシ   | Leskowitschi      | Ляскавічы (Лесковичи / Leskovichi)                           | Іванава                          | 北緯52度09分39秒 東経25度34分17秒 / 北緯52.16083度 東経25.57139度 |
| モルドバ     | Rudy              | Rudi                                                         | Rudi                             | 北緯48度19分08秒 東経27度52分36秒 / 北緯48.31889度 東経27.87667度 |
| ウクライナ   | Katerinowka       | Катеринівка / Katerinivka                                    | Катеринівка                      | 北緯49度33分57秒 東経26度45分22秒 / 北緯49.56583度 東経26.75611度 |
| ウクライナ   | Felschtin         | Фельштин / Felshtin                                          | Гвардійське / Hvardiiske         | 北緯49度19分48秒 東経26度40分55秒 / 北緯49.33000度 東経26.68194度 |
| ウクライナ   | Baranowka         | Баранівка / Baranivka                                        | Баранівка / Baranivka            | 北緯49度08分55秒 東経26度59分30秒 / 北緯49.14861度 東経26.99167度 |
| ウクライナ   | Staro-Nekrassowka | Стара Некрасівка / Stara Nekrasivka                          | Стара Некрасівка                 | 北緯45度19分54秒 東経28度55分41秒 / 北緯45.33167度 東経28.92806度 |

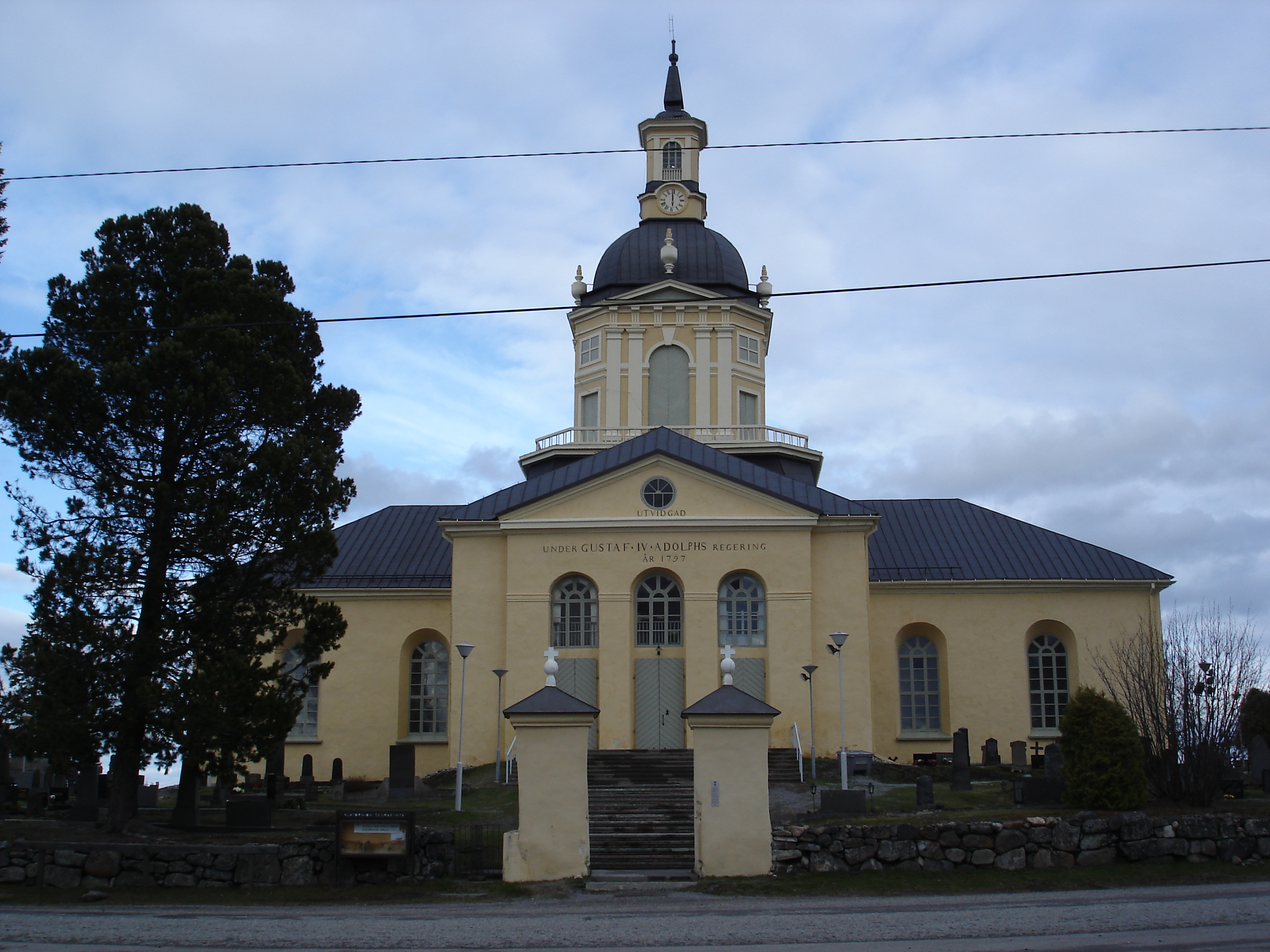
アラトルニオ教会（フィンランド）
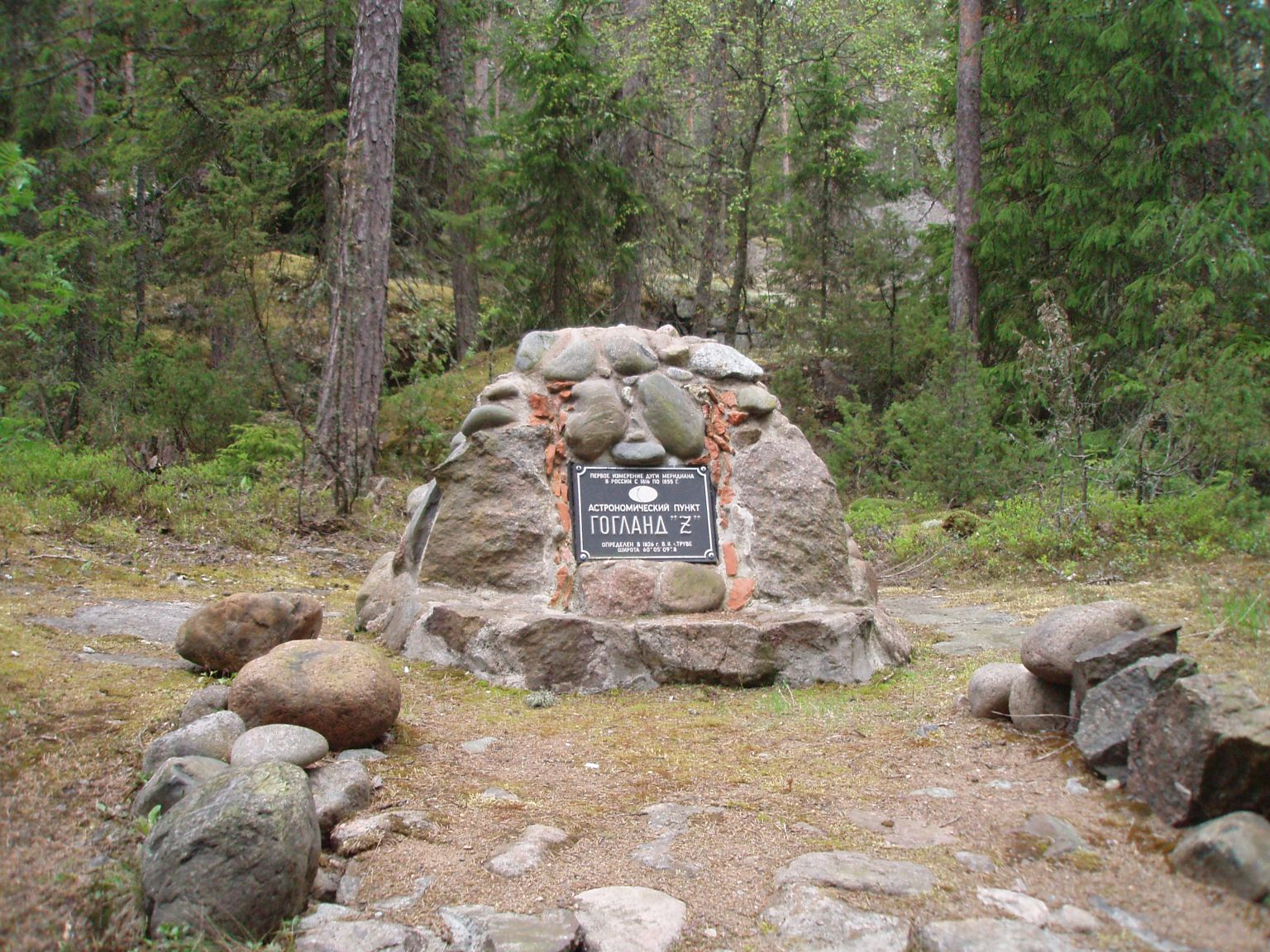
ゴーグラント島のトーチカZ（ロシア）
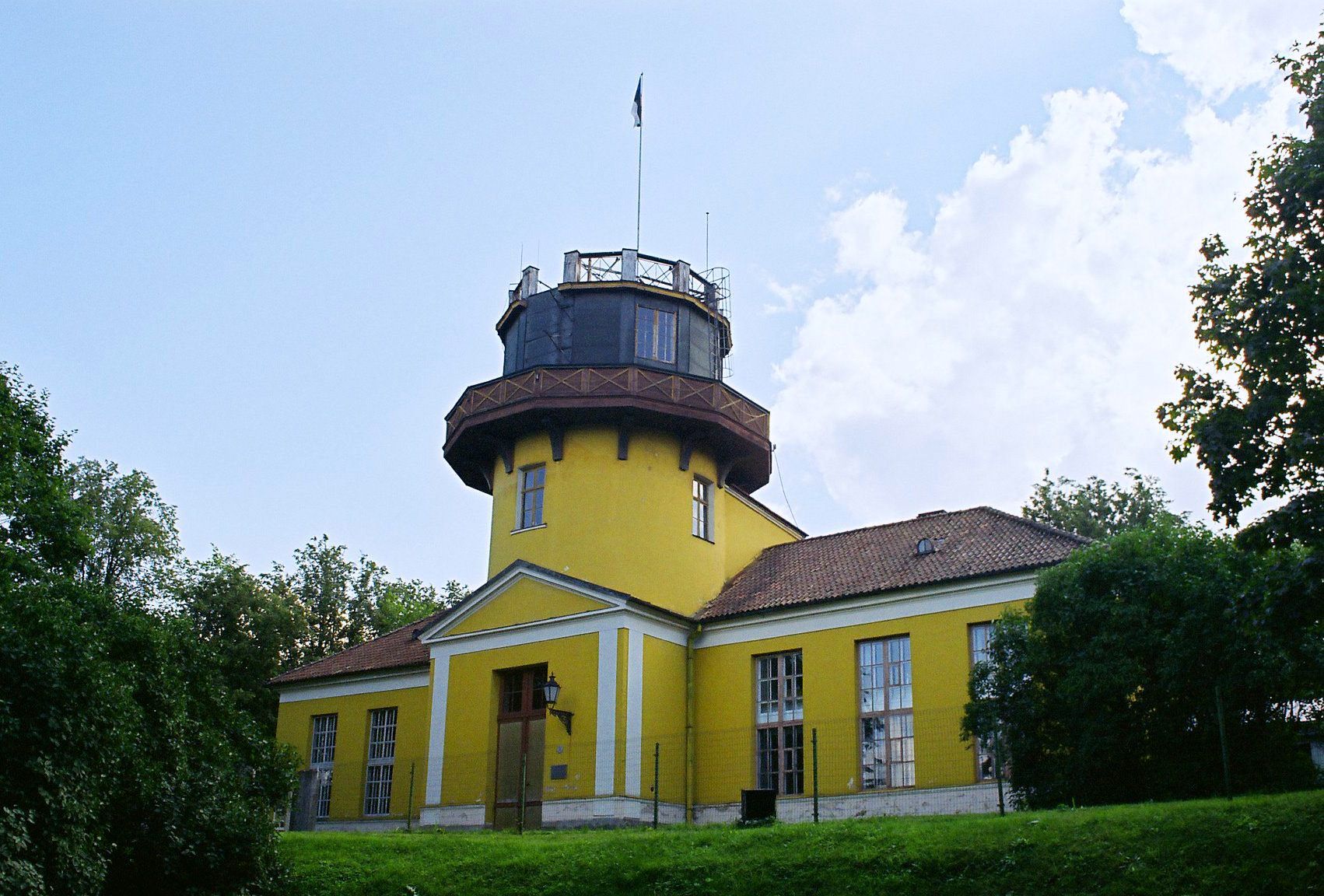
タルトゥ旧天文台（エストニア）
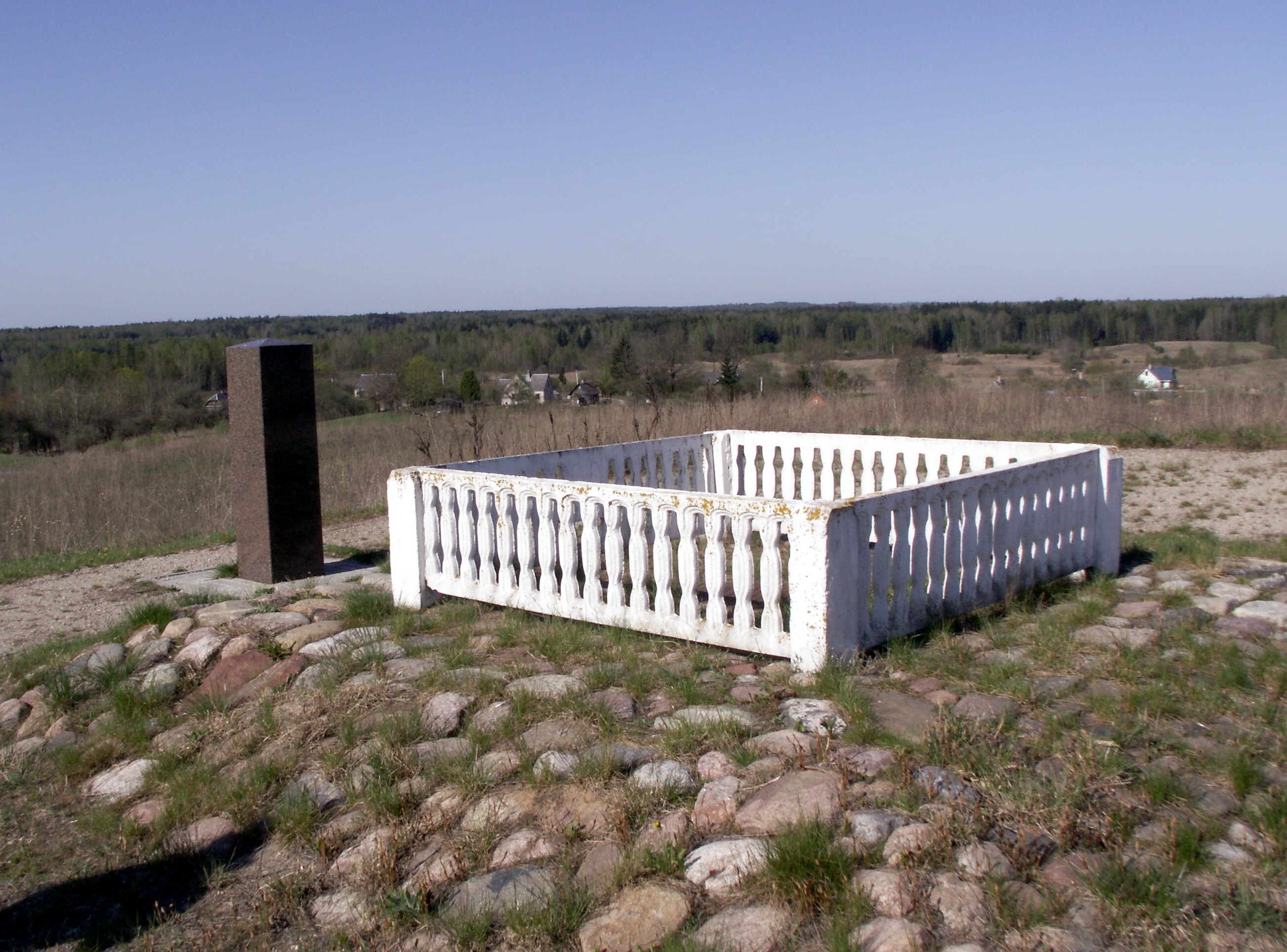
メシュコニース（リトアニア）
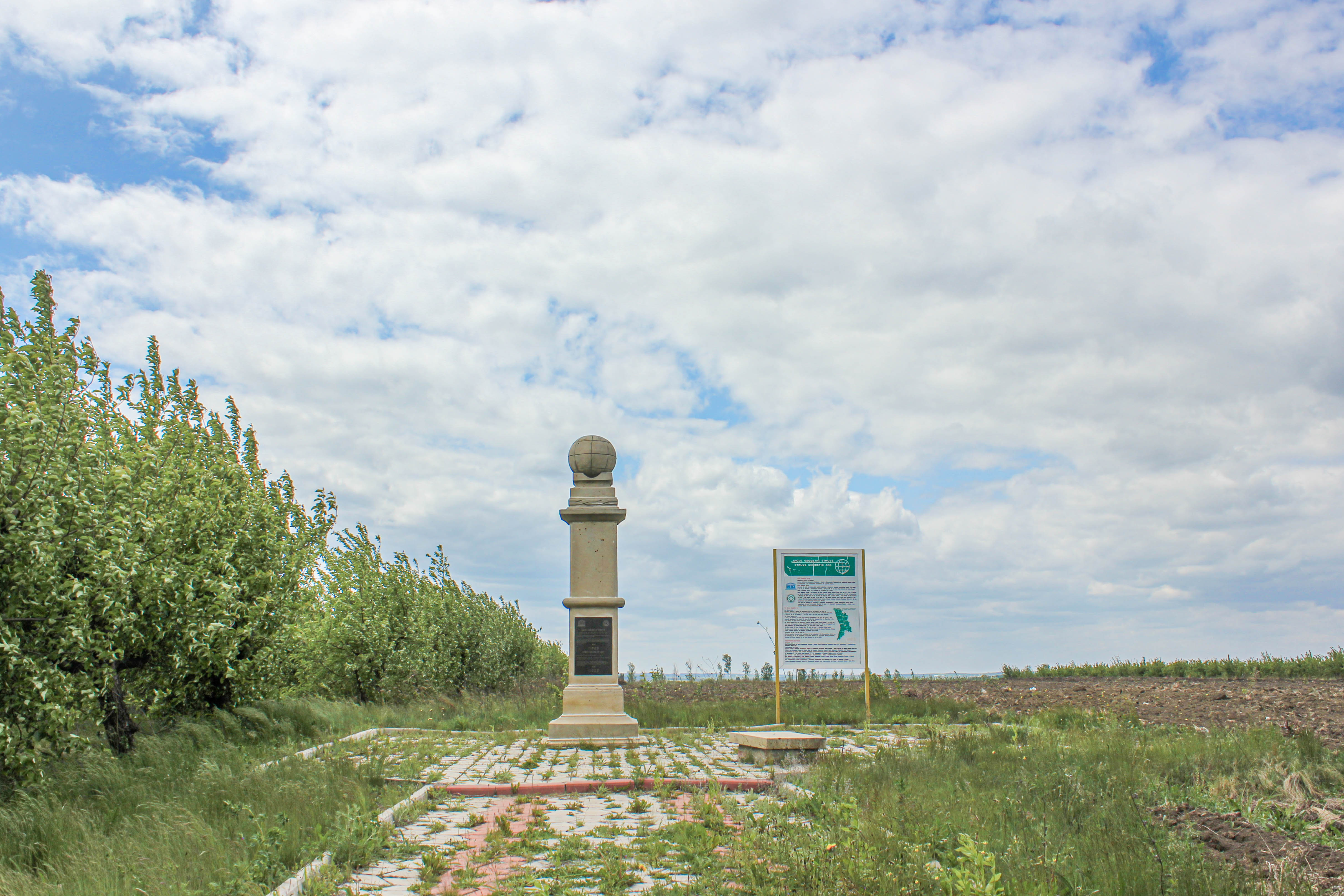
ルディの測量点（モルドバ）

## 登録基準
この世界遺産は世界遺産登録基準のうち、以下の条件を満たし、登録された（以下の基準は世界遺産センター公表の登録基準からの翻訳、引用である）。
- (2) ある期間を通じてまたはある文化圏において、建築、技術、記念碑的芸術、都市計画、景観デザインの発展に関し、人類の価値の重要な交流を示すもの。
- (3) 現存するまたは消滅した文化的伝統または文明の、唯一のまたは少なくとも稀な証拠。
- (6) 顕著で普遍的な意義を有する出来事、現存する伝統、思想、信仰または芸術的、文学的作品と直接にまたは明白に関連するもの（この基準は他の基準と組み合わせて用いるのが望ましいと世界遺産委員会は考えている）。